# St. Peter und Paul (Wiegleben)

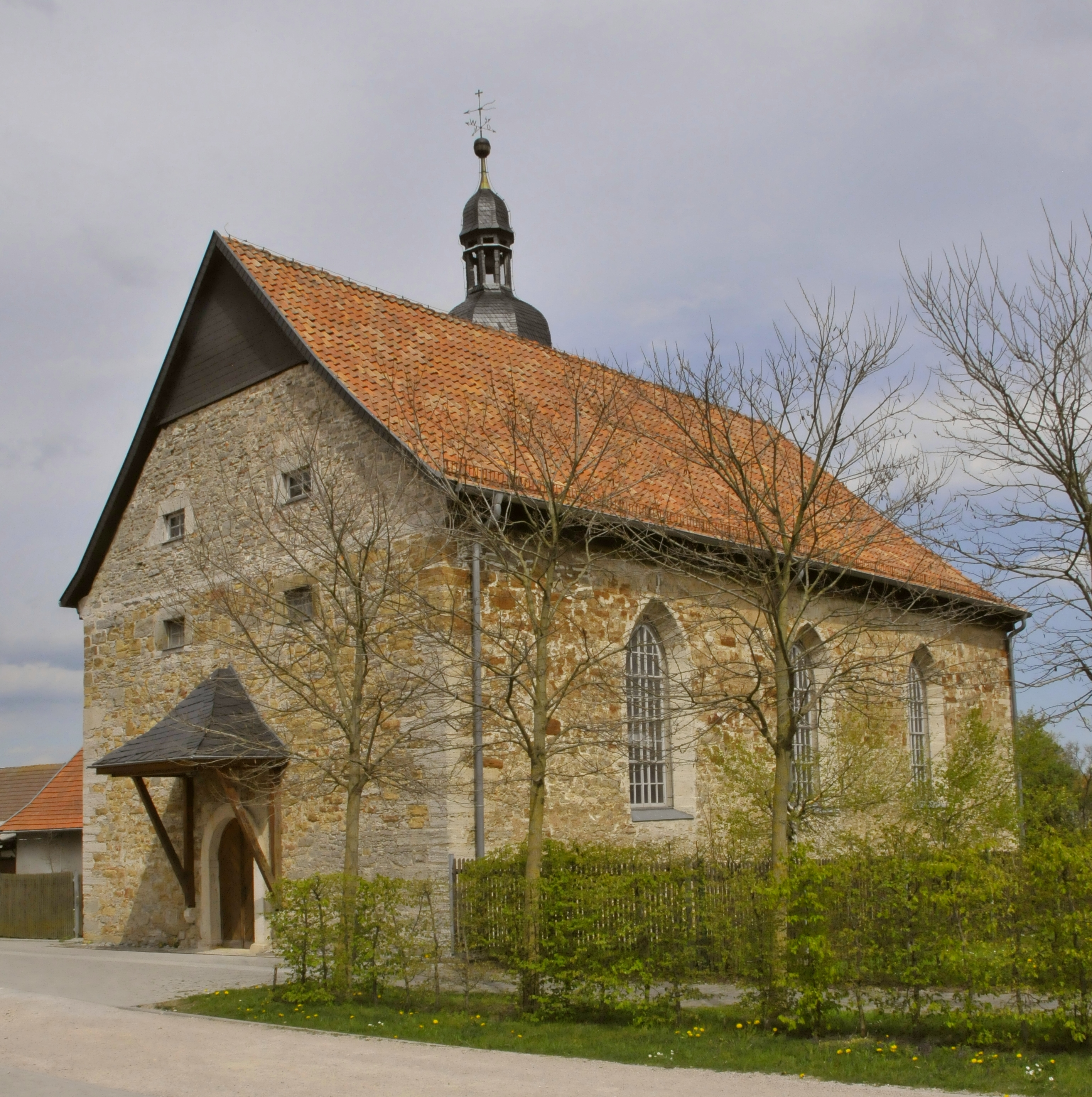
Dorfkirche St. Peter und Paul

Die Dorfkirche St. Peter und Paul ist die markanteste Sehenswürdigkeit von Wiegleben, einem Ortsteil von Bad Langensalza im thüringischen Unstrut-Hainich-Kreis.
Die gotische, von der Datierung her eher nachgotische, Kirche wurde (laut Johann Georg August Galletti, 1750–1828) 1682 erbaut (Der Mauerstein über dem verschlossenen Westportal trägt diese Jahreszahl.) und 1748 ausgemalt.  1856 wurde sie laut Paul Lehfeldt umgebaut. Der mächtige Turm mit quadratischem Grundriss steht am östlichen Teil der Nordseite des Kirchenschiffes. Das als Sakristei dienende Erdgeschoss hat ein Tonnengewölbe. Der Turm trägt eine schiefergedeckte Haube mit aufgesetzter Laterne, Turmkugel, einem metallenen Himmelsrichtungsanzeiger und einer Wetterfahne. An der Nordseite der Haube ist die Kirchturmuhr angebracht. Schallarkaden gibt es an drei Seiten des Glockengeschosses. Auffällig sind erhebliche Bauwerksschäden des Turms, die es nötig machten, ihn im oberen Teil mit Eisenbändern provisorisch zu sichern. 
Das Schiff der geosteten Kirche hat einen rechteckigen Grundriss mit angebautem dreiflächigem Chor. Das Tageslicht dringt hauptsächlich durch die sechs Spitzbogenfenster ins Kircheninnere, drei in der Südwand und drei im Chor. Letztere weisen als Zwillingsfenster schönes Maßwerk auf, das in den Südwandfenstern vermutlich bei Umbauten entfernt wurde. In der Nordwand sind vier einfache Rechteckfenster, die jedoch zur Belichtung des Schiffes nicht beitragen, weil im Inneren die Empore und das darüber angebrachte Tonnengewölbe den Fenstern vorgebaut sind. Auch die vier kleinen rechteckigen Fenster im Westgiebel bringen nicht viel Licht ins Innere, weil Orgel und Empore innen davor stehen. Das Schiff trägt ein mit roten Ziegeln versehenes Satteldach, das über dem Chor als dreiflächiges Walmdach ausgebildet ist. An der Westseite schließt es an einem Dreiecksgiebel, dessen Spitze holzverkleidet ist. Mittig am Fuße des Giebels ist die „blinde“, überdachte Eingangstür eingelassen. 
Der übliche Kircheneingang ist an der Nordseite neben dem Turm und ist, zusammen mit einer Turmtür, überdacht, die Tür an der Westseite ist verschlossen und von innen gesichert. Der Altarraum ist ausgefüllt von einem einfachen Altar, hinter dem ein großes schlichtes Holzkreuz ohne Corpus steht, von einem Taufbecken zur Rechten und einer kleinen schlichten Kanzel in Form eines Rednerpultes zur Linken. In der Nordwand des Altarraums ist, drei Treppenstufen tiefer, der Eingang zur Sakristei im Turmerdgeschoss. 
Das Kirchenschiff ist durch hölzerne Einbauten als Pseudobasilika gegliedert. Das Mittelschiff hat fensterlose Hochschiffswände und eine Segmentbogentonne. Die Seitenschiffe sind wesentlich schmaler. Das nördliche ist mir einer Empore ausgestattet, die im Westen in die Orgelempore übergeht. Die flachen Decken der Seitenschiffe und die Unterseiten der Emporen sind grob kassettiert. Die Ostegl an der Westwand reicht fast bis an den Scheitel des Mittelschiffsgewölbes.

## Bilder der Kirche

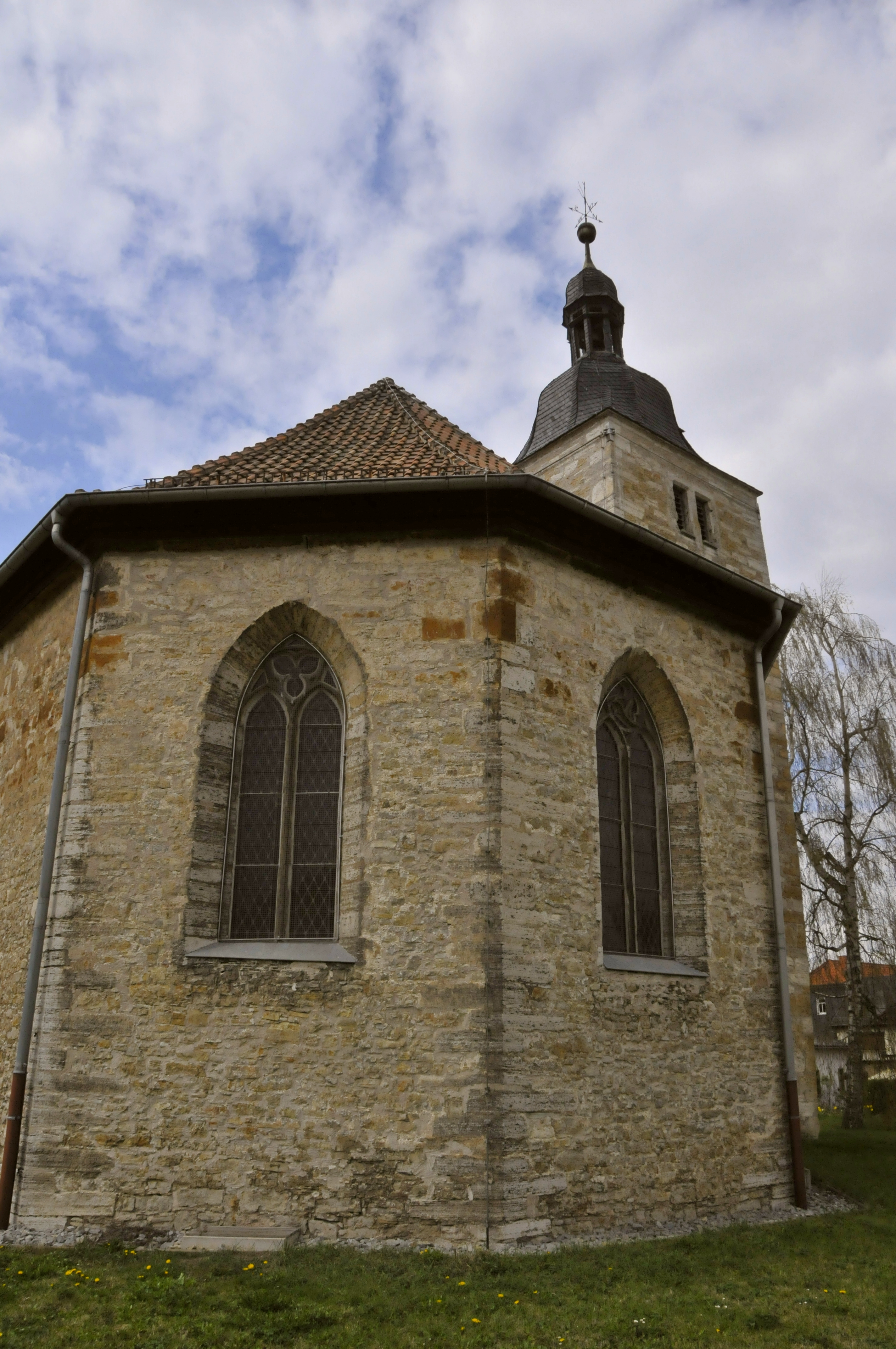
Chorseite
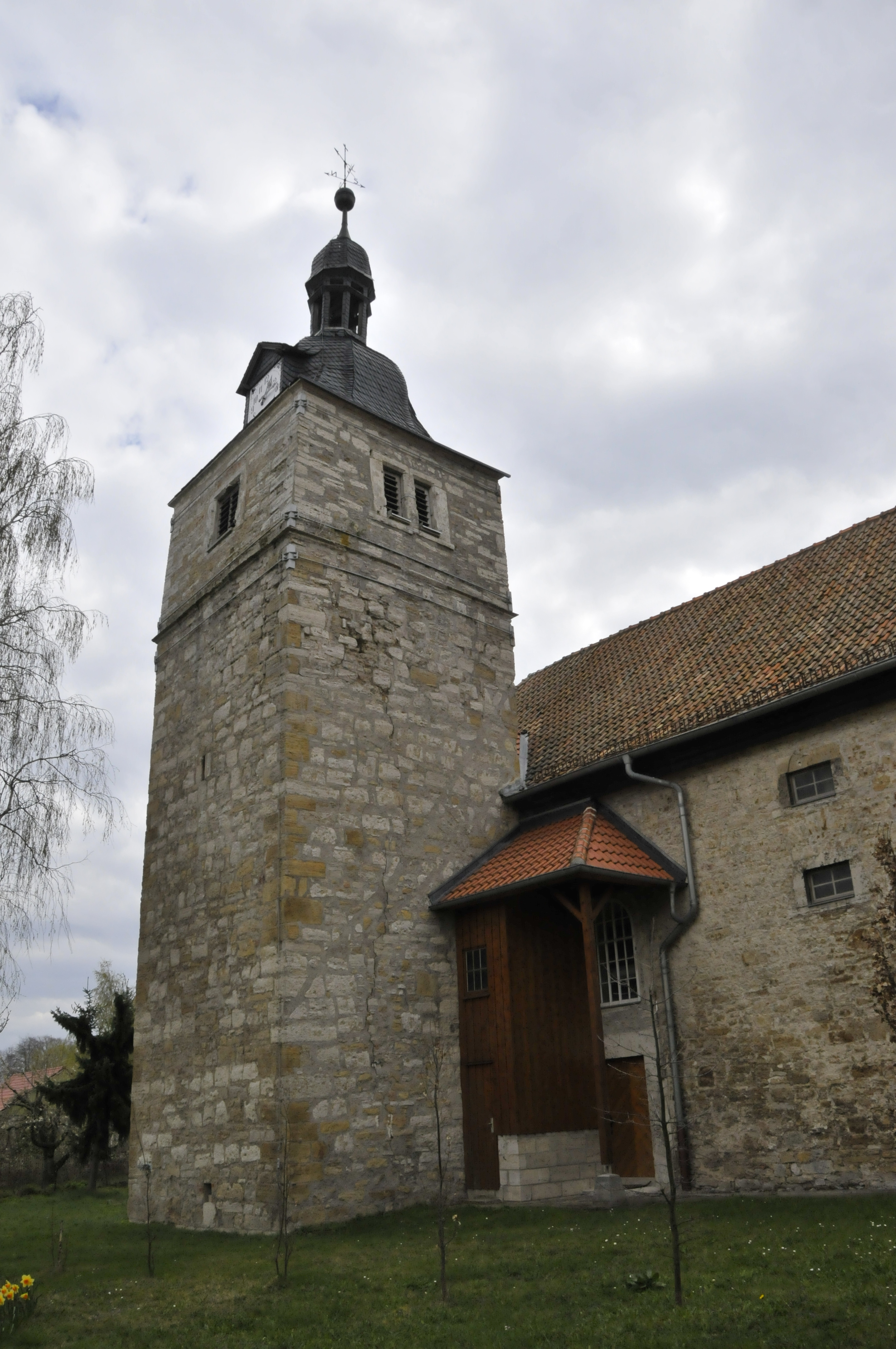
Nordseite
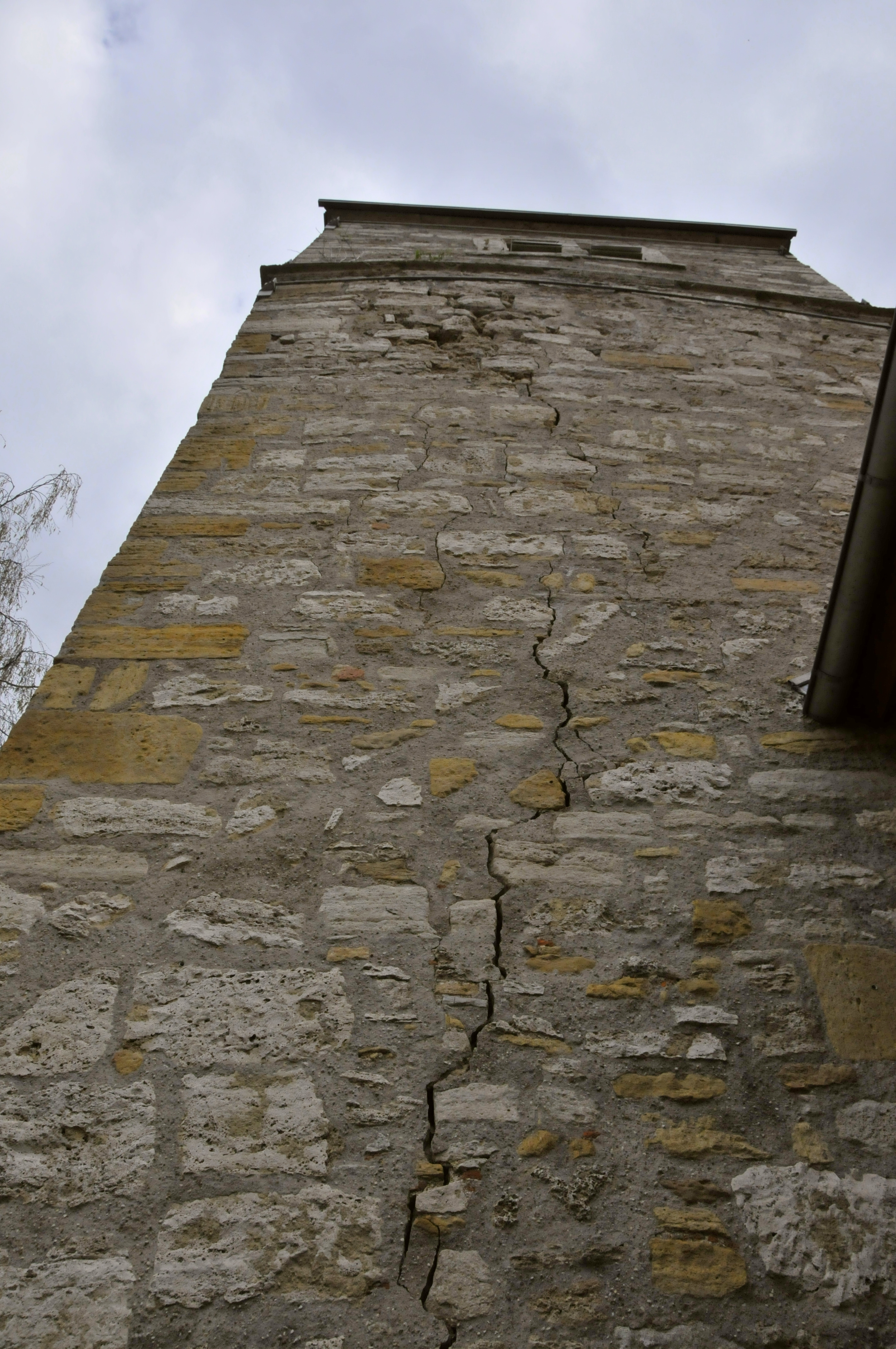
Turm mit Schäden
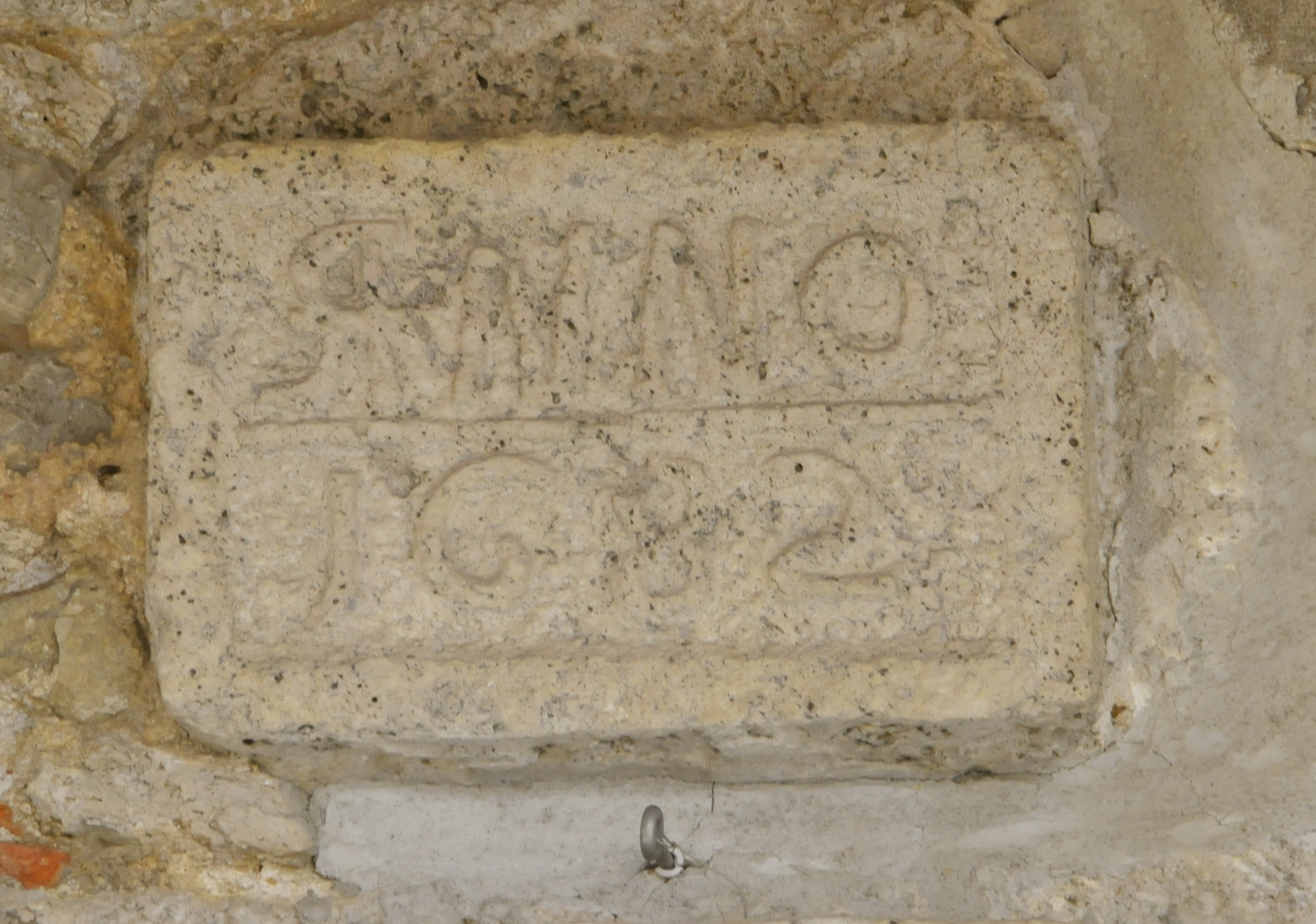
Mauerstein mit Jahreszahl 1682
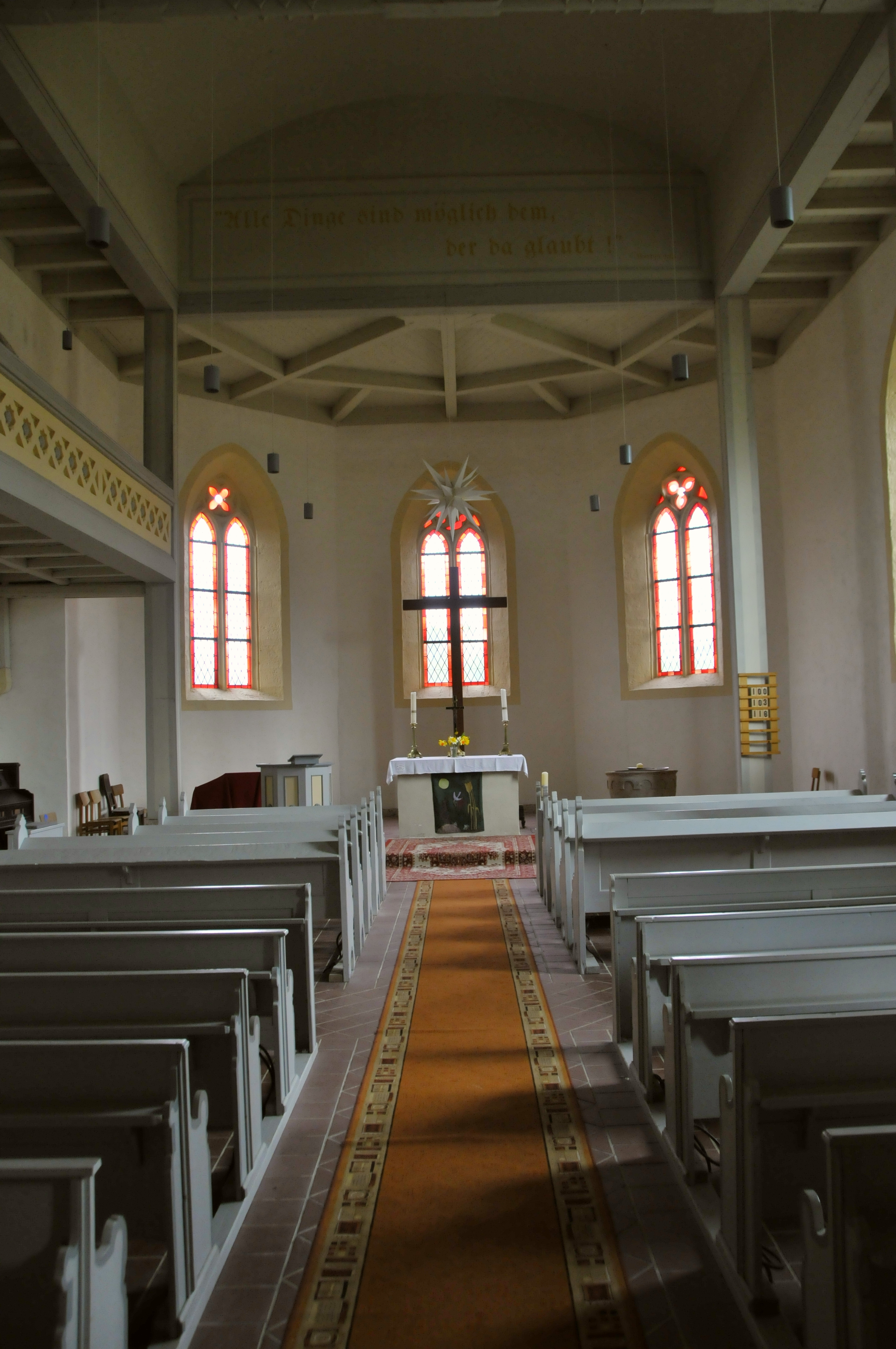
Chorraum
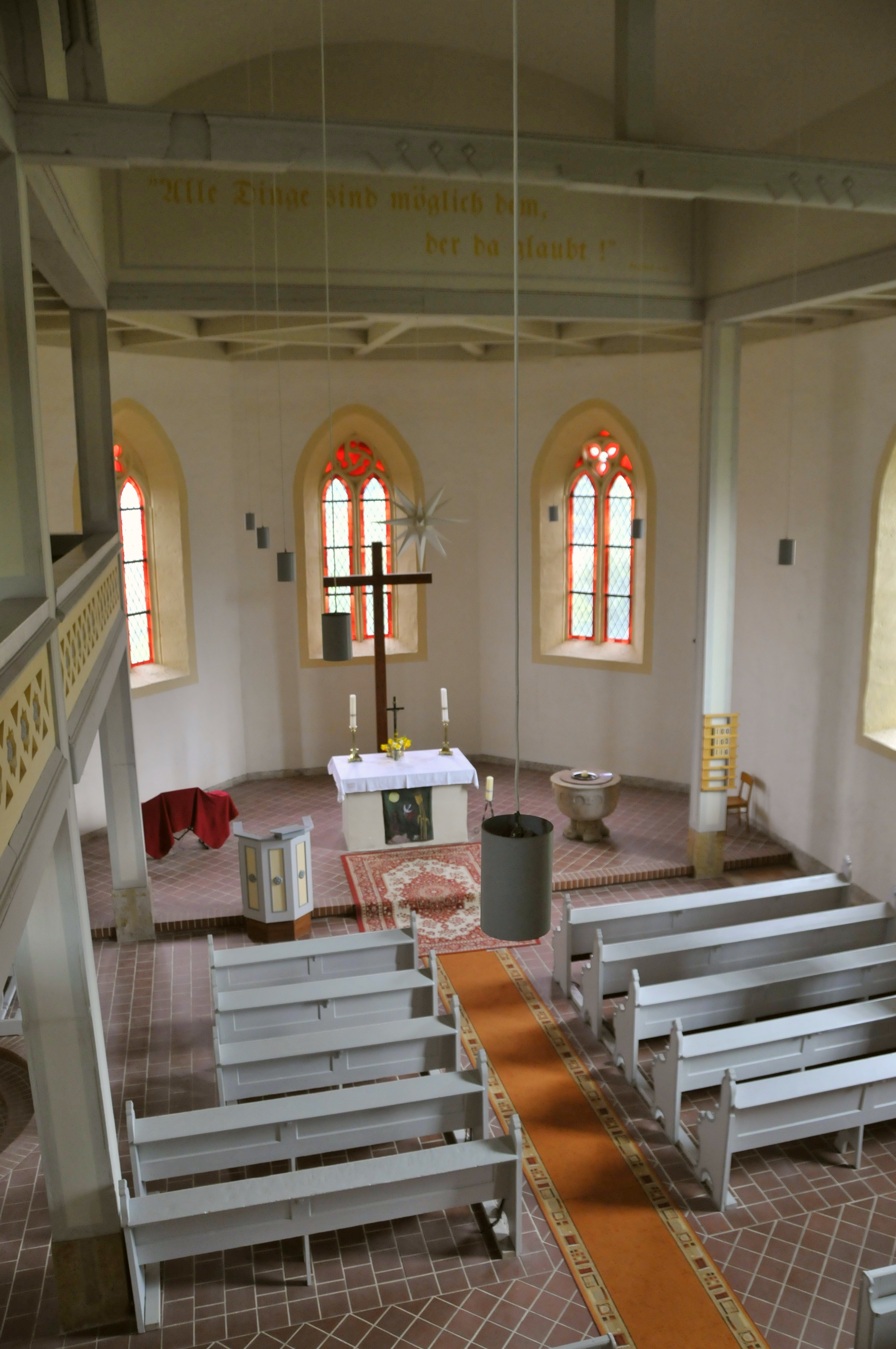
Blick von der Empore
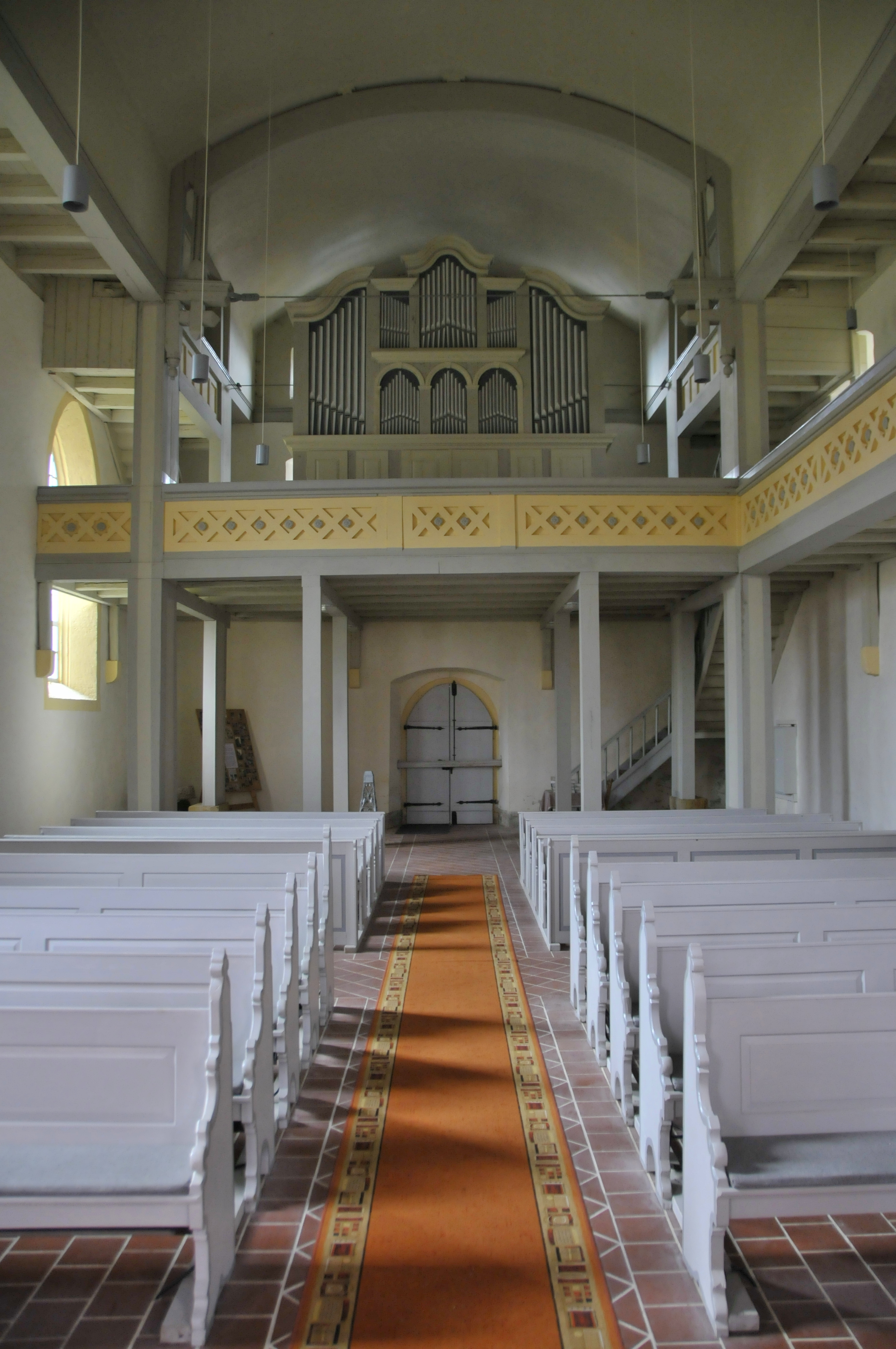
Empore mit Orgel
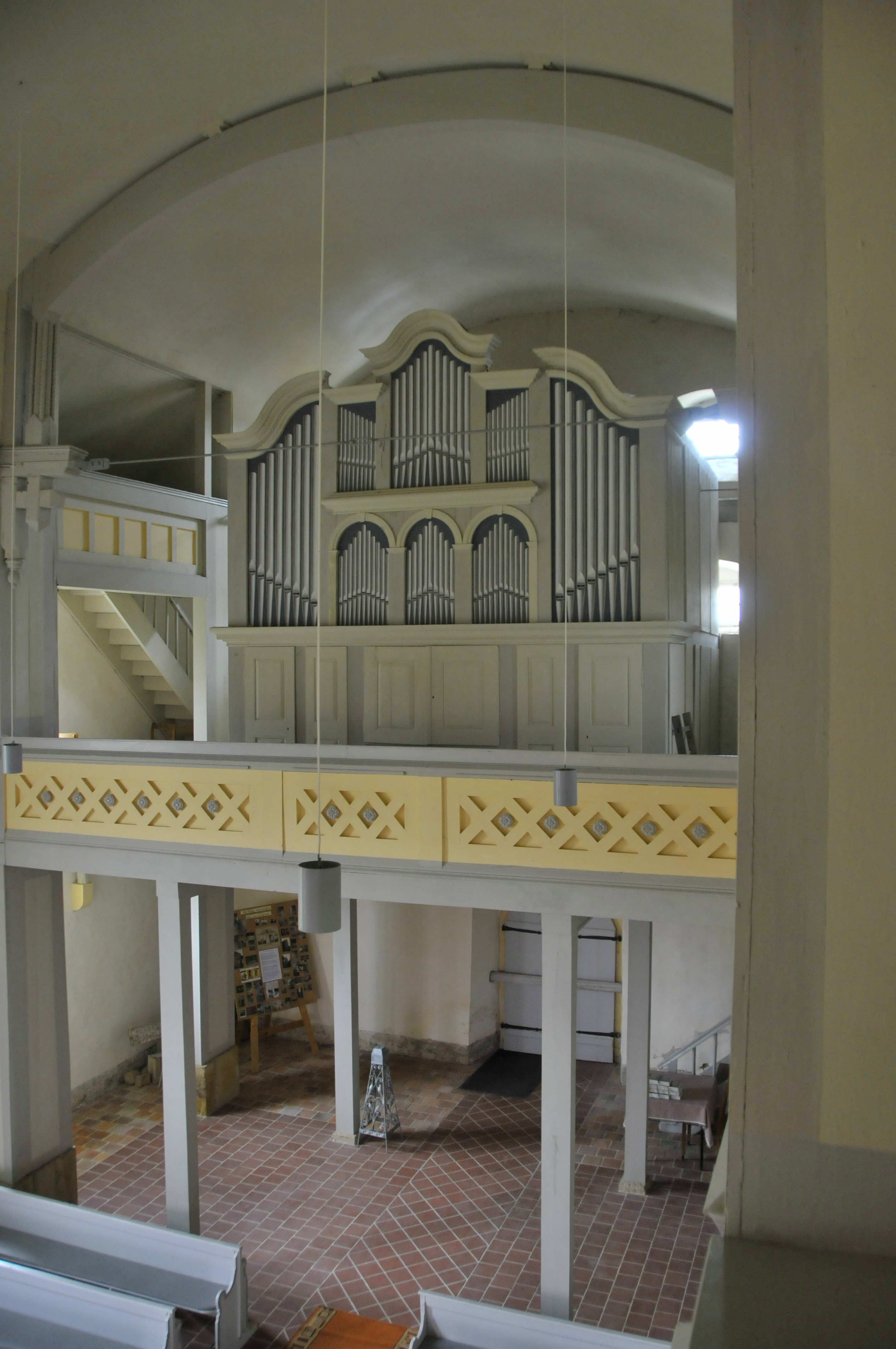
Blick von der Empore
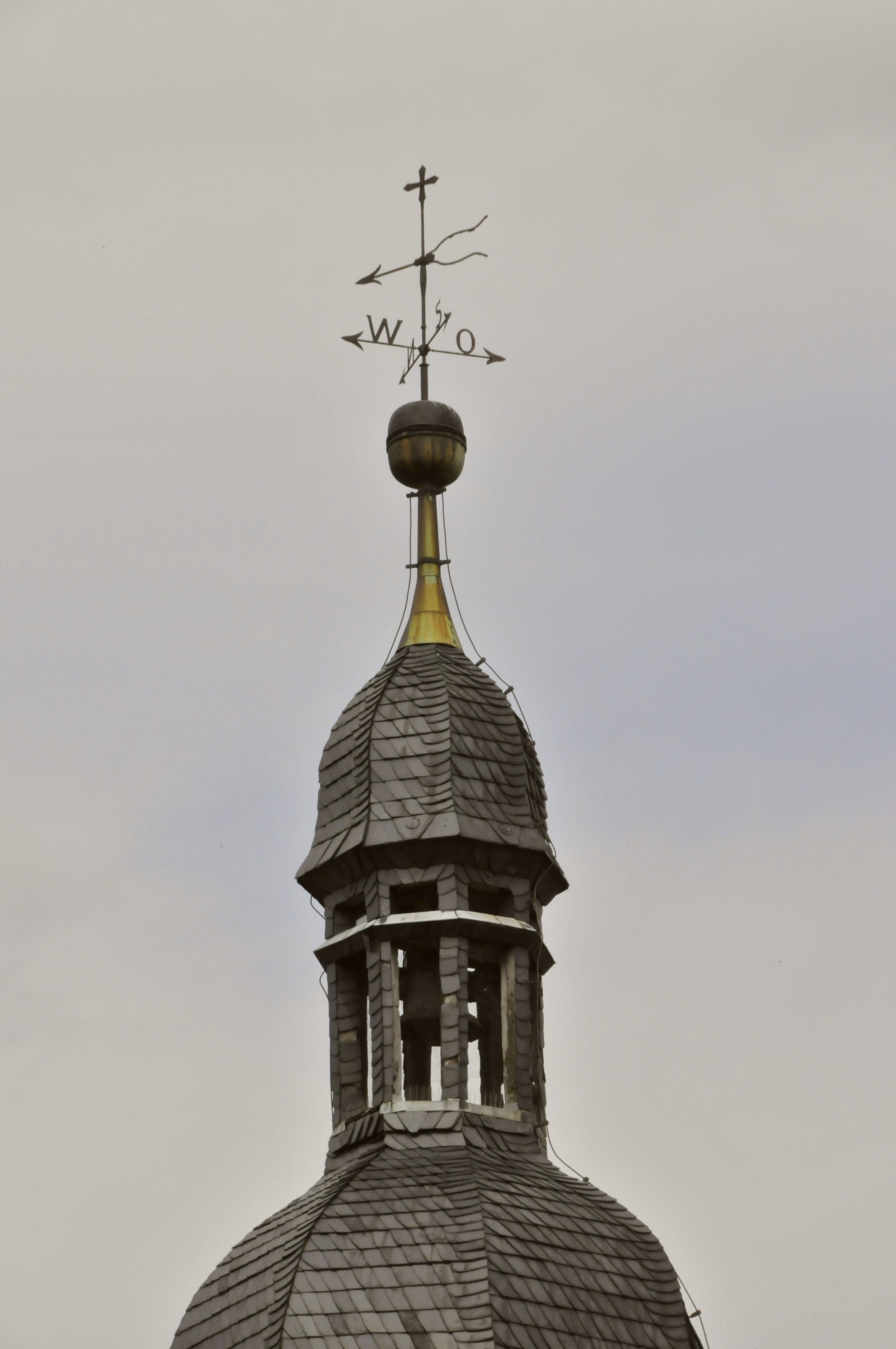
Kirchturmspitze